# Coslédaà-Lube-Boast
Coslédaà-Lube-Boast là một commune tỉnh Pyrénées-Atlantiques, thuộc vùng Nouvelle-Aquitaine, tây nam nước Pháp.